# Hauptstraße 47 (Bergheim)

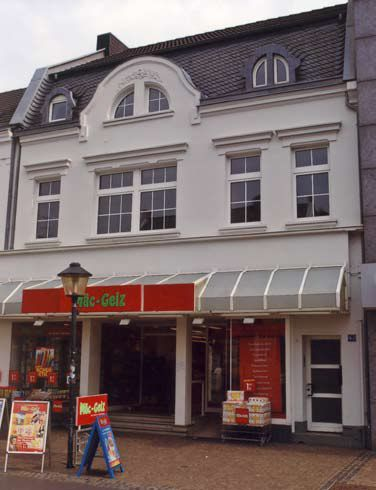
Das historische Haus Hauptstraße 47

Das Haus Hauptstraße 47 (früher auch „Das Kaufhaus Creutz“ genannt) ist ein historisch wertvolles Gebäude aus dem 20. Jahrhundert. Es befindet sich in der Innenstadt der Kreisstadt Bergheim im Rhein-Erft-Kreis in Nordrhein-Westfalen.

## Baugeschichte und Architektur
Das Haus Nr. 47 besaß 1907 Johann (Jean) Creutz. Er war Kaufmann und stammte aus Köln. Durch seine Heirat mit der Bergheimerin Gertrud Bodewig war er nach Bergheim gezogen. Im Untergeschoss seines Hauses Nr. 47 unterhielt er eine Manufaktur- und Spezereihandlung. Unter Spezereien verstand man nicht wie heute süße Köstlichkeiten, sondern Gewürzwaren. Sie stellten eine Besonderheit für die damalige Küche dar. Das Haus Nr. 47 dürfte etwa zeitgleich mit dem Nachbarhaus auf der Hauptstraße 45 errichtet worden sein. Beide Häuser weisen ähnliche Stilelemente auf. Johann Peter Creutz, sein Nachfolger, eröffnete hier in den 1930er Jahren ein Bekleidungsgeschäft, das bis in die 1960er Jahre hinein bestand.

## Heutige Nutzung
Heute befinden sich im Erdgeschoss Ladenlokale und in den oberen Geschossen Wohn- sowie Büroräume.